# Theridion rubrum
Theridion rubrum là một loài nhện trong họ Theridiidae.
Loài này thuộc chi Theridion. Theridion rubrum được Eugen von Keyserling miêu tả năm 1886.